# 香川用水
香川用水（かがわようすい）は、県内における水源が十分ではない香川県の慢性的な水不足を解消するために建設された多目的水路。

## 概要
香川県は季節風によって運ばれる海からの水蒸気が、南北の山地(中国山地、四国山地)により遮られ、乾いた空気が流れ込む。そのため年間を通して降水量が少なく、大きな河川が少ないため、旱魃による水不足は深刻で古来より多くのため池を築いてきたが十分な用水の確保は出来なかった。またその一方、讃岐山脈をはさんで徳島県の吉野川周辺では大きな洪水による被害が度重なった。そのため吉野川流域の安全と水の安定供給を目的とした吉野川総合開発事業が計画され、早明浦ダム、池田ダム（徳島県三好市）とともに計画の一環として香川用水は建設されることとなる。高松市川部町以西が水資源開発公団（現・独立行政法人水資源機構）、以東が農林水産省によって施工され、吉野川総合開発事業の発表から24年後の1974年に総工費3200億円（うち香川県負担分1154億）をかけて完成した。
香川用水の水源は吉野川にある早明浦ダムで、蓄えられた水は池田ダムから讃岐山脈を貫通しているトンネルを経て香川県に導かれ県内一円に農業用水、水道用水、工業用水を供給している。

## 水問題

### 用水完成後の渇水
香川用水完成以後、香川県内の水事情は大幅に改善され、かつてのような深刻な水不足もほとんど発生しなくなった。このため県下では香川用水から取水する自治体が急増し、中には100%香川用水の水に頼るような自治体も現われた。当初は香川用水から取水していれば水不足にはならないものと思われていたが、1994年夏に大渇水が発生。水瓶であるはずの早明浦ダムは貯水が底を突き、香川用水への水の供給が大幅に削減されることとなった。この事態により香川県では香川用水に頼りきっていた水事情が仇となり、県内ほぼ全ての自治体で何時間にも渡って断水が行われるなど市民生活、経済活動に大きな影響が出た。以降香川用水にできるだけ頼らないようにと、県や各自治体では独自の水源を確保するなど用水への依存度を下げるための渇水対策がなされている。

## 関連施設
- 香川用水取水工 - 池田ダムから1.8km上流の吉野川左岸に位置し、香川用水に水を取り込む。
- 東西分水工 - 吉野川から取水され、阿讃トンネルを抜けた水が東部および西部幹線水路に分配される。周辺は香川用水記念公園として整備されている。
- 東部幹線水路 - 三豊市で高瀬支線に分かれ、その後、琴平町、まんのう町、丸亀市、綾川町、高松市、三木町、さぬき市と経て、東かがわ市まで伸びる全長約74kmの幹線水路である。
- 香川用水調整池（宝山湖） - 東部幹線水路の途中、三豊市にある貯水量300万m³の貯留施設。
- 西部幹線水路 - 三豊市の東西分水工から、観音寺市まで流れる全長約13kmの幹線水路である。
- 高瀬支線水路 - 東部幹線水路から分かれ、三豊市高瀬町まで流れる全長約11kmの水路である。
- 浄水場 - 西部（三豊市）、中部（琴平町）、綾川（坂出市）、東部（高松市）の4つの浄水場がある。まんのう町を除く8市5町で水道水として用いられる。